# Allerton, Merseyside
Allerton är en stadsdel i sydöstra Liverpool, i distriktet Liverpool, i grevskapet Merseyside, England, Storbritannien med drygt 15 000 invånare. Allerton var en civil parish 1866–1922 när blev den en del av Liverpool. Civil parish hade 2 070 invånare år 1921. Byn nämndes i Domedagsboken (Domesday Book) år 1086, och kallades då Alretune.